# Brian Binnie
Brian Binnie (West Lafayette (Indiana), 26 april 1953 – 15 september 2022) was een Amerikaans testpiloot en ruimtevaarder.
Binnie is een astronaut die niet door een overheidsorganisatie, maar door een privé-bedrijf de ruimte is ingebracht. Op 4 oktober 2004 bestuurde hij het ruimtevaartuig SpaceShipOne van vliegtuigbouwer Scaled Composites tot een hoogte van 112 kilometer. Dit was hoog genoeg om het officiële begin van de ruimte, dat ligt op 100 kilometer, te bereiken.
Met deze vlucht won Scaled Composites de Ansari X Prize-wedstrijd. De prijs van 10 miljoen Amerikaanse dollar werd gewonnen, omdat  men twee vluchten binnen twee weken naar de ruimte wist uit te voeren. De eerste vlucht vond plaats op 29 september en werd uitgevoerd door Mike Melvill.
In 2014 begon Binnie als ingenieur en testpiloot bij XCOR Aerospace. 